# 大門義雄
大門 義雄（だいもん よしお、1901年4月8日 - 1975年5月1日）は、昭和時代の労働運動家。全国一般労働組合委員長。

## 経歴
富山県西砺波郡戸出町（現高岡市）生まれ。旧姓は安田。幼少時に大門家の養子になった。法政大学専門部中退。1926年上京、1927年東京瓦斯会社（現東京ガス）に入社、東京瓦斯工組合に加盟。1931年東京瓦斯工組合教育出版部長。争議を指導してたびたび検束された。1935年東京瓦斯工組合書記長、1938年執行委員長。1941年東京瓦斯会社を退社、1942年日本曹達勤労部に入社、1942年化学工業統制会に勤務。この間、1929年新労農党創立に参加、1931年全国労農大衆党、1932年社会大衆党の結党で中央委員。
1945年10月の全国労働組合結成懇談会に出席、労働組合結成中央準備委員会委員。1946年8月日本労働組合総同盟（総同盟）第1回大会で青年対策部長、1947年中央委員・教育文化部長、1948～1950年主事。1950年7月の日本労働組合総評議会（総評）結成に参加。総評結成に伴う総同盟分裂の際は左派に所属。1951年6月東京一般中小労働組合連合（のち全国一般労働組合東京連合会）結成で会長、1964年まで在任。1955年7月全国一般合同労働組合連絡協議会（全国一般）を結成、議長。1956年に全国一般合同労働組合協議会、1958年に全国一般合同労働組合連合に改称した後も議長、1960年に全国一般労働組合に改称した後も委員長を務め、1975年の死去まで在任。この間1945年の日本社会党結党に参加、中央執行委員。1946年全国化学産業労働組合同盟（化学同盟）結成で主事。1947年東京都議会議員に当選、以後3回連続当選。1960年11月の第29回衆議院議員総選挙に東京都第4区から社会党公認で立候補するが落選した。

## 著書
- 『勞働組合論』（山水社［社會新書］、1946年）
- 『勞働組合――理論と運營』（中央勞働學園、1948年）
- 『労働組合運営事典』（落合英一、澤田廣共編、労働文化社、1949年）